# Jeremy Ayers
Charles Jerry «Jeremy» Ayers (Athens, Georgia, 1948-24 de octubre de 2016) fue un pintor, escritor, fotógrafo y músico estadounidense.
Formó parte de la clica de Andy Warhol en Nueva York durante los primeros años de su carrera, utilizando los seudónimos Sylva Thinn y Silva Thin. A lo largo de su trayectoria, publicó tres libros de fotografía y colaboró como coautor de canciones para las bandas The B-52's y R.E.M.
En 2021, una especie de hormiga recién descubierta fue nombrada Strumigenys ayersthey en su honor.

## Biografía
Charles Jerry Ayers nació en 1948 en Athens, Georgia. Su padre, Robert H. Ayers, fue un defensor de los derechos civiles y profesor de religión y filosofía en la Universidad de Georgia, institución en la que Charles también cursó sus estudios. Durante su etapa universitaria, en 1965, conoció a Cris Kocher, un estudiante de arte con quien inició una relación sentimental.
Tras graduarse con títulos en artes, y al considerarse exentos del reclutamiento militar para la guerra de Vietnam por haber obtenido números altos en el sorteo de la lotería del servicio selectivo, Ayers y Kocher se mudaron a Nueva York en el verano de 1970. Se establecieron en el Hotel Albert, en el barrio de Greenwich Village en Manhattan. Allí entablaron amistad con la actriz transgénero puertorriqueña Holly Woodlawn, quien los introdujo en el entorno artístico de The Factory, el estudio de Andy Warhol.
Durante este período, Ayers adoptó el seudónimo de «Sylva Thinn», que también fue escrito como «Silva Thin», y se integró a la clica de Warhol. En esta etapa, colaboró con la revista Interview, en la que escribió una columna, y apareció en el documental televisivo sobre Warhol dirigido por David Bailey, emitido en 1973.
Hacia finales de 1974, Ayers y Kocher regresaron a Athens, donde Ayers comenzó a participar en la escena musical local. Aunque su relación sentimental con Kocher concluyó posteriormente, ambos continuaron residiendo en unidades separadas de un mismo dúplex durante una década.
Fue acreditado como coautor de la canción «52 Girls» de la banda The B-52's, incluida como lado B de su sencillo debut «Rock Lobster» en 1978 y en el álbum debut homónimo de 1979. También colaboró con la banda R.E.M., coescribiendo la canción «Old Man Kensey», incluida en el álbum Fables of the Reconstruction de 1985.
Entre 1981 y 1983 fue líder y baterista de la banda Limbo District, un grupo vanguardista de post-punk que fundó junto a varios amigos y su pareja, Davey Stevenson. La agrupación se disolvió tras la finalización de la relación entre Ayers y Stevenson.
A lo largo de su carrera, Ayers también se dedicó a la fotografía. Publicó tres libros: Aeronautica (2011), Today in New York (2011) y Occupy! (2012), que documentan escenas de la ciudad de Athens, la vida urbana en Nueva York y el movimiento Occupy Wall Street, respectivamente.
Ayers falleció el 24 de octubre de 2016, a los 68 años de edad, a causa de una convulsión.

## Legado
En 2017, el Instituto de Arte Contemporáneo de Athens organizó una exposición de un mes de duración dedicada a la obras de Ayers, titulada Out There: Photographs in the spirit of Jeremy Ayers. La muestra incluyó tanto fotografías realizadas por Ayers como imágenes tomadas por otros artistas que capturaban el «mismo espíritu» de su trabajo.
Ese mismo año, el músico Michael Stipe, amigo cercano de Ayers y exmiembro de R.E.M., presentó una instalación artística en su honor durante el Moogfest en Durham, Carolina del Norte. La instalación, denominada Jeremy Dance, consistió en un video de Ayers bailando una canción disco a 120 pulsaciones por minuto, la cual fue sincronizada con música original compuesta por Stipe mediante un sintetizador Moog y un Roland Juno, de manera que los movimientos de Ayers coincidieran con el ritmo musical.
En 2021, el entomólogo alemán Phillip Hoenle descubrió una nueva especie de hormiga en Ecuador, que envió al taxónomo, y amigo de Ayers, Douglas Booher, de la Universidad Yale, para su clasificación. Con el consentimiento de Stipe, Booher decidió nombrar a la especie Strumigenys ayersthey en honor a Ayers. El sufijo «they» en ayersthey hace referencia al pronombre neutro they singular y fue elegido para reconocer tanto el activismo LGBT de Ayers como a la comunidad no binaria. Debido a esto, esta especie es la primera en llevar un nombre honorífico que no utiliza una terminación tradicionalmente femenina o masculina.